# Liste der denkmalgeschützten Objekte in Rinn
Die Liste der denkmalgeschützten Objekte in Rinn enthält die 8 denkmalgeschützten, unbeweglichen Objekte der Gemeinde Rinn.

## Denkmäler
| Foto |                 | Denkmal                                                                                             | Standort                               | Beschreibung | Metadaten |
| ---- | --------------- | --------------------------------------------------------------------------------------------------- | -------------------------------------- | --- | --- |
| ja   | Datei hochladen | Kath. Pfarrkirche hl. Andreas HERIS-ID: 55845 Objekt-ID: 64716 TKK: 56682                           | Hauptstraße 15 Standort KG: Rinn       | Die Kirche wurde erstmals 1335 urkundlich genannt und 1481 geweiht. 1775 wurden Langhaus und Chor vom Haller Stadtbaumeister Thomas Foringer im Rokokostil neu gebaut. Das Äußere ist mit Architekturmalerei gegliedert, die 1978 freigelegt wurde. Der Innenraum ist mit Pilastern und einem umlaufenden verkröpften Gesims gegliedert und weist Flachkuppeln und reiche Rokokostuckaturen von Thomas Foringer auf. Die Deckengemälde wurden 1776 von Josef und Franz Xaver Giner geschaffen. | BDA-Hist.: Q38068279 Status: § 2a Stand der BDA-Liste: 2025-06-30 Name: Kath. Pfarrkirche hl. Andreas GstNr.: .1                                                               |
| ja   | Datei hochladen | Friedhof mit Friedhofskapelle, Totenkapelle HERIS-ID: 108254 Objekt-ID: 125678 TKK: 56684           | bei Hauptstraße 15 Standort KG: Rinn   | Der alte Friedhof um die Pfarrkirche wird an drei Seiten von einer Umfassungsmauer begrenzt. 1776/77 wurde die Totenkapelle nach Plänen von Franz Singer oder Thomas Foringer errichtet. Der einjochige gemauerte Bau mit außen geschweiftem, innen leicht eingezogenem halbrundem Chor ist durch Architekturmalerei gegliedert. Das Innere ist von einer Flachkuppel auf Eckpilastern überwölbt, die Deckenbilder werden Josef und Franz Giner zugeschrieben. | BDA-Hist.: Q37812545 Status: § 2a Stand der BDA-Liste: 2025-06-30 Name: Friedhof mit Friedhofskapelle, Totenkapelle GstNr.: 1/2, .1                                            |
| ja   | Datei hochladen | Wallfahrtskirche Mariä Heimsuchung HERIS-ID: 40119 Objekt-ID: 40013 TKK: 56687                      | Judenstein 42 Standort KG: Rinn        | Die ehemalige Wallfahrtskirche in Judenstein diente der Verehrung des einem historisch widerlegten Ritualmord zum Opfer gefallenen Anderl von Rinn. Die frühbarocke Kirche wurde 1670–1678 über dem Judenstein, dem angeblichen Tatort, errichtet. 1965 wurde die Wallfahrt aufgehoben, 1985 wurde der Anderl-Kult verboten und das Patrozinium der Kirche zu Mariä Heimsuchung geändert. An das dreijochige Langhaus schließen ein leicht eingezogener Chor mit 3/8-Schluss, eine Sakristei und ein reich gegliederter Nordturm an. An der Westfassade befinden sich ein abgefastes Rundbogenportal und eine Vorhalle, das Fassadenmosaik mit der Darstellung des Anderl von Rinn von Josef Pfefferle von 1902 wurde 1989 überdeckt. Das von einer Stichkappentonne überwölbte Innere ist mit Pilastern gegliedert und weist einen stark eingezogenen Triumphbogen und Rokokostuckaturen von 1730 auf. Die 1771 gemalten Deckenbilder von Josef Ignaz Mildorfer mit Darstellung der Ritualmordlegende wurden um 1985 abgedeckt und von Wolfram Köberl mit dem Motiv „Jesus als Kinderfreund“ neu gemalt. Die Schnitzfigur des Anderl auf dem Judenstein wurde entfernt und durch eine barocke Ölberggruppe ersetzt. | BDA-Hist.: Q37993065 Status: Bescheid Stand der BDA-Liste: 2025-06-30 Name: Wallfahrtskirche Mariä Heimsuchung GstNr.: .42 Wallfahrtskirche Mariä Heimsuchung (Rinn)           |
| ja   | Datei hochladen | Wohnhaus, ehem. Gasthof Neuwirt HERIS-ID: 82420 Objekt-ID: 96243 TKK: 56702                         | Kirchgasse 2 Standort KG: Rinn         | Der ehemalige Gasthof bei der Pfarrkirche stammt im Kern aus dem 16. Jahrhundert. Der zweigeschoßige Bau mit Krüppelwalmdach über Hohlkehle ist mit einem polygonalen Eckerker an der Südwestseite und einfacher Putzgliederung gestaltet. Das breit abgefaste Rundbogenportal an der Traufseite stammt aus der Renaissance. Im Inneren und Äußeren haben sich qualitätvolle Baudetails wie ein getrepptes Segmentbogenportal beim Kellerzugang oder ein Flur mit Flachtonnengewölbe und Stichkappen erhalten. | BDA-Hist.: Q38178412 Status: Bescheid Stand der BDA-Liste: 2025-06-30 Name: Wohnhaus, ehem. Gasthof Neuwirt GstNr.: .14/1                                                      |
| ja   | Datei hochladen | Kriegergedächtniskapelle zur Schmerzhaften Muttergottes HERIS-ID: 40120 Objekt-ID: 40014 TKK: 56685 | südlich Rinnerberg 2 Standort KG: Rinn | Die Kapelle oberhalb der Rinner Alm wurde 1931 vom Standschützenhauptmann Johann Erlacher gestiftet. Der einjochige Bau wurde in Blockbohlenbauweise errichtet und weist eine dreiseitige Apsis, ein Rundbogenportal, Rundbogenfenster und einen gewölbten Innenraum auf. | BDA-Hist.: Q37993071 Status: § 2a Stand der BDA-Liste: 2025-06-30 Name: Kriegergedächtniskapelle zur Schmerzhaften Muttergottes GstNr.: 1131/1 Kriegergedächtniskapelle (Rinn) |
| ja   | Datei hochladen | Bauernhaus Mehrer HERIS-ID: 40122 Objekt-ID: 40016 TKK: 56709                                       | Untere Hochstraße 19 Standort KG: Rinn | Der mächtige zweigeschoßige Bau mit traufseitig erschlossenem Mittelflurgrundriss stammt im Kern aus dem 18. Jahrhundert und wurde um 1839 umgestaltet. Das hohe zweigeschoßige Mansarddach mit Schopf über Hohlkehle schleppt im Osten über dem Balkon ab. Die Fassaden sind mit schlichte Putzgliederung (Geschoßbänder, Eckquaderketten) und geohrten Putzrahmungen um Fenster und Türen gestaltet. Im Inneren haben sich barocke Baudetails wie die Gewölbe im Keller und in der Küche erhalten. | BDA-Hist.: Q37993079 Status: Bescheid Stand der BDA-Liste: 2025-06-30 Name: Bauernhaus Mehrer GstNr.: .55                                                                      |
| ja   | Datei hochladen | Bildstock, Steinsäule HERIS-ID: 108255 Objekt-ID: 125680 TKK: 56689                                 | Standort KG: Rinn                      | Der kleine steinerne Bildstock mit Sockel und konkav geschwungener Säule im Wald bei Judenstein wurde in der zweiten Hälfte des 19. Jahrhunderts errichtet. Der tabernakelartige Aufsatz mit Spitzbogennische und Krüppelwalmdach wird von einem Malteserkreuz bekrönt. | BDA-Hist.: Q37812558 Status: § 2a Stand der BDA-Liste: 2025-06-30 Name: Bildstock, Steinsäule GstNr.: 1145/2                                                                   |
| ja   | Datei hochladen | Wegkreuz mit Marterl HERIS-ID: 108259 Objekt-ID: 125687 TKK: 56694                                  | Standort KG: Rinn                      | Das monumentale Kruzifix im Bretterkasten mit einem Corpus im Viernageltypus stammt aus der Mitte des 18. Jahrhunderts. An der Rückwand befindet sich eine kleine Bildtafel mit Darstellung der Mater dolorosa mit den Arma Christi von 1882. | BDA-Hist.: Q37812569 Status: § 2a Stand der BDA-Liste: 2025-06-30 Name: Wegkreuz mit Marterl GstNr.: 1145/2                                                                    |